# Nic Scourton
Nictiedric J. Scourton (Bryan, 25 agosto 2004) è un giocatore di football americano statunitense che milita nel ruolo di linebacker per i Carolina Panthers della National Football League (NFL).

## Carriera universitaria
Nella sua prima stagione a Purdue nel 2022, Scourton disputò 10 partite, mettendo a segno 22 tackle e 2 sack. Nel 2023 guidò la Big Ten Conference con 10 sack, oltre a 50 placcaggi. Nel 2024 passò a giocare a Texas A&M. Il 9 dicembre 2024 annunciò che sarebbe passato tra i professionisti.

## Carriera professionistica

### Carolina Panthers
Scourton fu scelto nel corso del secondo giro (51º assoluto) del Draft NFL 2025 dai Carolina Panthers.